# Cristoforo della Rovere
Cristoforo della Rovere   (Torí, 13 de juny de 1434 - Roma, 1 de febrer de 1478) fou un cardenal i arquebisbe italià.

## Biografia
Era fill del comte Giovanni di Vinovo i Anna del Pozzo i germà gran del cardenal Domenico della Rovere, que el va succeir en la investidura dels cardenals.
Va estudiar dret a Bolonya. Va ser nomenat castlà del Castell de Sant'Angelo a Roma, després el 1472 va ser nomenat arquebisbe de Tarentèsa i en el consistori del 10 de desembre de 1477 va ser nomenat pel papa Sixt IV cardenal prevere, rebent el títol de San Vitale pocs dies després. Ja malalt, va morir menys de dos mesos després.
Va ser enterrat a la capella de San Girolamo de la basílica de Santa Maria del Popolo de Roma.